# Catacombe di Santa Felicita
Le catacombe di Santa Felicita sono una catacomba di Roma, posta sulla via Salaria nova, nel moderno quartiere Salario.

## Toponimo
La catacomba è conosciuta col nome di catacomba di Massimo, dal nome del proprietario del terreno in cui fu scavata, come era previsto dalla legge vigente. Dopo l'editto di Milano del 313 la catacomba prende il nome della martire più conosciuta ivi sepolta; in molti casi nei documenti antichi è trasmessa la duplice denominazione. Nel Liber Pontificalis appare per la prima volta il nome di catacomba di santa Felicita. Nel XVII secolo la catacomba era conosciuta col nome di catacomba di sant'Antonio, in quanto il terreno in cui si trovava era di proprietà del monastero di sant'Antonio, collocato nella cittadina francese di Vienne.

## Martiri
Nella catacomba sono ricordati due martiri: Felicita ed il figlio Silano. In realtà la Depositio martyrum alla data del 10 luglio, ricorda il martirio di Felicita e di altri sette martiri, che la successiva tradizione, a causa di una leggendaria passio del V secolo, ha reso tutti fratelli e figli di Felicita: di essi, uno fu sepolto con la madre nella catacomba di Massimo, e gli altri sepolti nelle catacombe dei Giordani (Marziale, Vitale e Alessandro), di Priscilla (Felice e Filippo) e di Pretestato (Gennaro). Questi martiri sarebbero stati uccisi durante l'impero di Marco Aurelio (II secolo) e sepolti in cimiteri diversi di Roma. Ancora oggi gli studiosi si dividono sulla storicità della passio e sul legame di parentela dei martiri: di certo nell'antichità il dies natalis di questi martiri, ossia il giorno commemorativo della loro morte, era ricordato in modo particolare con una festa popolare, da cui derivò una intensa devozione fino all'alto medioevo.

## Storia
La devozione popolare si è manifestata con la costruzione, nella catacomba, di una basilichetta ipogea dedicata al martire Silano, e, in superficie, di un oratorio dedicato a Felicita. Queste due costruzioni si devono a papa Bonifacio I (418-422), il quale poi si fece a sua volta seppellire in un sepolcro subdiale, accanto all'oratorio di Felicita. Queste tre costruzioni erano ancora visibili nel XVI secolo e compaiono nella pianta di Roma del Bufalini (del 1551). Con la traslazione delle reliquie di Felicita nella chiesa di Santa Susanna dentro le mura di Roma ad opera di papa Leone III (inizi del IX secolo), la catacomba fu progressivamente abbandonata e dimenticata.
Alla fine del XVIII secolo furono scoperte nei pressi di un edificio pericolate, da cui partiva una scala che scendeva in gallerie cimiteriali, lastre marmoree con iscrizioni ed epigrafi, collegabili alla sottostante catacomba. Fu grazie all'opera dell'archeologo Giovanni Battista de Rossi, nel corso dell'Ottocento, l'identificazione di questa catacomba con quella di Felicita.

## Descrizione
La catacomba di santa Felicita si articola su tre livelli: nel primo livello, quello più antico, è posta la piccola basilica dedicata al martire Silano, la cui costruzione risale alla seconda metà del IV secolo: le reliquie del martire erano poste in un altare in fondo alla basilichetta. Nello stesso ambiente vi era una pittura, scoperta nel 1884 e risalente alla fine del VII secolo o gli inizi dell'VIII, di matrice bizantina, che ritrae Felicita circondata dai suoi sette figli. Di essa oggi rimangono pochi frammenti, a causa di una frana della parete: si conserva comunque una copia, fatta eseguire dal de Rossi al pittore Gregorio Mariani.